# 美国国家安全会议NSC-68号文件
美国国家安全目标和计划书 ，或以NSC-68号文件更广为人知，是一份长达66页的美国国家安全会议（NSC）秘密政策文件。该文件由国务院和国防部起草，并于1950年4月7日提交给时任美国总统哈里·S·杜鲁门。这是說明美国冷战政策最重要的文件之一。用学者欧内斯特·R·梅的话来说，NSC-68号文件“提供了在1950年到1991年苏联解体之间美苏冷战军事化的蓝图。”NSC-68文件及其带来的的军备扩张大幅提高了美国的军事预算，导致了氢弹的开发 ，并使美国增加了对盟国的军事援助。这份文件也把回滚全球范围内的共产主义政权當作高度優先。NSC-68号文件同时也否定了缓和和遏制苏联作為替代政策。

## 历史背景
到1950年，一系列事件的爆发使美国政府认识到重新审查美国国家安全政策的必要性：北大西洋公约组织已经运作；对欧洲盟国的军事援助已经开始；苏联引爆了原子弹，共产党人巩固了对中国的控制。此外，在1949年的夏天，一场英镑兑美元的危机使美国政府认定马歇尔计划不足以在1952年之前解決西欧的经济問題，届时為期四年的马歇尔计划将結束，西欧别无选择，而只能像20世纪30年代那样追求自给自足 ，而这将会伴随以世界经济普遍的衰退，尤其对美国经济造成巨大的打击。 类似的问题也困扰着日本。随着对美国及其盟国的这些威胁不断扩大，1950年1月31日，杜鲁门总统指示国务院和国防部“重新审视我们在和平与战争中的目标，以及这些目标对我们整体战略计划的影响。”随后，美国国家防务政策审查小组在保罗·尼采的领导下成立。 
该委员会的国防部代表最初反对提升现有的125亿美元的国防开支上限。
这份文件号为NSC-68的文件于1950年4月7日提交给杜鲁门总统，并于1950年4月12日转交国家安全会议作进一步审议。 
NSC研究小组：
- 保罗·尼采（主席）
- 约翰·P·戴维斯
- 罗伯特·塔夫茨
- 罗伯特·胡克
- 迪安·艾奇逊
- 查尔斯·E·波伦
- 杜鲁门·兰登少将（美军联合参谋部代表）
- 萨穆埃尔·S·布塔诺
- 罗伯特·洛维特（国防部副部长）

最初，杜鲁门总统并不支持NSC-68号文件。他认为这份文件没有具体说明哪些项目会受到影响或改变，而且这份文件也与他之前提出的国防开支上限相悖。杜鲁门将这份文件送回以进行进一步的审查，直到1951年才最终批准。 
NSC-68号文件概述了当时美国实际上的国家安全战略，并从军事、经济、政治和心理角度分析了苏联和美利坚合众国的能力。 
NSC-68号文件以灾难性的口吻描述了美国将要面临的挑战。该文件指出：“我们面临的问题是重大的，不仅涉及到合众国的生死，更涉及到人类文明本身。” 

## 内容和意义
NSC-68号文件认为美国其时的目的和目标是合理的，但执行得不好，称“现在的项目和计划......极度不足”。虽然乔治·凯南的遏制理论阐明了对美国外交政策采取多方面的行动来应对苏联的威胁，但该报告也强调了军事外交行动的政策。1947年，在最著名的“X”文章中，凯南主张对苏联实施遏制政策。NSC-68号文件将这一政策描述为“精密计算与循序渐进的政策”，并强调在和平时期也要保持巨额军费开支，使美国拥有“与其他志同道合的国家组合而成的超强整体实力“。  
NSC-68号文件特别强调美军有能力做到： 
- 捍卫西半球及重要盟友地区以发展其战争能力；
- 建立一支足以战胜苏联的的进攻力量，同时提供并保障动员基础；
- 执行攻击行动以摧毁为苏联提供战争能力的设施，并尽可能地阻碍敌人兑现其战争实力直到美国及其盟友准备好全面战争；
- 捍卫和维护执行上述任务所必需的通信线路和作战基地
- 同时向盟友提供上述任务中的帮助也至关重要。

NSC-68号文件本身并未包含任何具体的预算估计，而当时美国已将国民生产总值的6％-7％用于国防开支。很明显，总统此前对国防开支的上限设的太低了。该文件呼吁将国防开支从1950年的每年130亿美元增加到每年400美元或500亿美元。 同时强调了减税和“减少除国防和对外援助以外的目的性支出，并在必要时延迟执行某些可取的方案”，以节省经费用于国防支出。然而，参与编写该研究的几位官员，包括未来的总统经济关系委员会主席莱昂·凯泽林，表示可以通过故意增加政府赤字来提升军费开支，这也将像1930年之后那样，对美国经济起到激励和刺激的作用。实际上，该文件确实指出，达到较高国民生产总值“本身就会增强美国经济和军事力量......”。国防部副部长罗伯特·洛维特也提出了类似的建议：美国经济“可能会从我们所建议的那种积聚中受益”。

## 与美国外交政策的关系
有人认为，如果任由苏联的势力范围继续扩张，它可能会成为一支没有任何国际联盟可以联合抵御的超级力量。这意味着，美国需要做好军事上的自我保护。换句话说，苏联的每一步侵略扩张行动都需要受到美国主动的强烈抵御，以防止美国本身遭到破坏。当然，这一论调是在第一次和第二次世界大战中美国均取得军事胜利的前提下得出，因此十分强调军事扩张。 
理解NSC-68号文件的关键还在于语言。研究者必须仔细阅读原始材料以辨认内含的动机与主题。文件中形容词的使用为研究作者动机，以及对目标受众的印象起到了关键作用。其中一个例子是将苏联激起的国际性形势变化描述为地方性的变化。通过使用这种语言，作者显然希望将苏联描绘成一种“文明之疾”，而美国则是其“治愈之道”。这一立场在整个冷战期间都被坚决贯彻，并在许多外交政策决策中占有主导地位。 

## 美国政府内部辩论
NSC-68号文件引起了一些高级政府官员的批评，他们认为冷战正在毫无必要地升级。当报告在正式交付给总统之前，许多杜鲁门政府的高级官员都在审查过程中嘲笑其论点。威拉德·索普尔质疑其“苏联正在稳步缩小其整体经济实力与美国整体经济实力之间差异”的论点。索普认为“我不觉得这个立场得到了证明，而是相反……实际差距正在扩大，对我们有利。”他指出，1949年美国经济增长率是苏联的两倍。美国年钢产量也超过苏联200万吨；美国的物资储备和石油产量也都远远超过了苏联。至于苏联的军事投资，索普怀疑苏联承担了如此大部分的国内生产总值中有很大一部分用于住房。联邦预算局的威廉·绍布则更加苛刻，认为“无论在哪个舞台上”，“空军，陆军，海军， 原子弹存量，经济，美国都远远优于苏联。”乔治·凯南虽然被称作“遏制政策之父”，但是也对该文件持反对意见。凯南尤其不同意对美军的大规模重新武装。（FRUS, 1950, Vol. I） 

### 杜鲁门的立场
即使在苏联成为拥核大国之后， 哈里·杜鲁门总统也在试图遏制军费开支。但是，当NSC-68号文件呈上他的办公桌时，他没有直接予以否定，而是将其重新发回委员会并要求尼采估算计划所涉及的费用。在随后的两个月里，委员会的进展甚微。到6月份，尼采几乎已经放弃了。但事情于1950年6月25日出现转机：金日成的朝鲜军队越过了北纬38度 。随着朝鲜战争爆发，NSC-68号文件被赋予了前所未有的重要性。正如艾奇逊后来评论的那样：“朝鲜战争......刺激了美国政府必须采取行动。” 

### 舆论
杜鲁门政府开始在全国范围内开展公关活动，以使国会和舆论相信战略重新武装和遏制苏联共产主义的必要性。政府深知其必须克服孤立主义者，如参议员罗伯特·A·塔夫脱 ，以及激进的反共分子，如詹姆斯·伯纳姆等人所带来的负面影响。  美国国务院和白宫利用1950年6月北朝鲜的突然袭击及朝鲜战争头几个月的拉锯战来引导国会和公众舆论逐渐偏向NSC-68号文件所提出的大规模重新武装。 

## 历史辩论
NSC-68号文件被历史学家认为是冷战升级的重要因素。这是美国外交政策完全转变为全面遏制战略的重要组成部分，这一战略也是美国历届政府均给予官方承认的。1962年，学者保罗·哈蒙德首次向公众披露了一份详实准确，基于访谈的NSC-68号文件介绍。

## 结论
NSC-68号文件对于理解冷战，及理解其对于2005年3月所发布的国家安全战略等类似的国家安全文件的影响，都起着至关重要的作用，同时也为当前的美国外交政策提供了见解。 NSC-68号文件的施行标志着美国冷战政策的“转变”—目标不仅仅是苏联，而是所有共产党政权。通过签署这一文件，杜鲁门确立了一个前所未有的，明确界定的和连贯一致的美国对外政策。此外，正如委员会所明确提出，NSC-68号文件的出台解决了杜鲁门在“ 红色恐慌 ”和阿尔杰·希斯案件之后受到右翼攻击的麻烦。虽然没有公开，但NSC-68号文件出台后美国常规武装和核能力都明显增强，从而大幅提升了美国的财政负担。而NSC-68号文件本身却没有对国防开支的拟议增加提出任何具体建议。杜鲁门政府在1950年至1953年期间将国防开支占国内生产总值的比例从5％增加到14.2％，几乎是整整两倍。 

## 延伸阅读
- Acheson, Dean (1969). Present at the Creation: My Years in the State Department. New York: Norton. pp. 798 pp. ASIN B0006D5KRE
- Bacevic, Andrew (2008). The Limits of Power: The End of American Exceptionalism. Macmillan ISBN 0-80508-8156
- Beisner, Robert L. Dean Acheson: A Life in the Cold War (Oxford University Press, 2006) online edition[]
- Bernstein, Barton J. "The Truman Presidency and the Korean War," in Michael James Lacey, ed. The Truman Presidency (1989) pp 410–43 online edition （页面存档备份，存于）
- Borden, William S. The Pacific Alliance: United States Foreign Economic Policy and Japanese Trade Recovery, 1947-1955. Madison, Wisconsin: University of Wisconsin Press, 1984.
- Callahan, David.  Dangerous Capabilities: Paul Nitze and the Cold War. (1990). 507 pp.
- Cardwell, Curt. NSC 68 and the Political Economy of the Early Cold War. (Cambridge, 2011).
- Caridi, Ronald James. "The G.O.P. and the Korean War." Pacific Historical Review 1968 37(4): 423-443. ISSN 0030-8684 in Jstor （页面存档备份，存于）
- Casey, Steven. Selling the Korean War: Propaganda, Politics, and Public Opinion in the United States, 1950-1953 (2008)
- Casey, Steven. "Selling NSC-68: The Truman Administration, Public Opinion, and the Politics of Mobilization, 1950-51." Diplomatic History 2005 29(4): 655-690. ISSN 0145-2096 Fulltext: Ebsco
- Chomsky, Noam. Deterring Democracy. (1992). p. 10, 14, 19, 21, 22, 25, 28, 33, 46, 49, 64n2, 91, 100. ISBN 0-86091-318-X. Or online edition （页面存档备份，存于）
- Combs, Jerald A. "The Compromise That Never Was: George Kennan, Paul Nitze, and the Issue of Conventional Deterrence in Europe, 1949-1952," Diplomatic History, v. 15, No. 3 (Summer 1991), pp. 347–382:
- Cox, Michael. "Western Intelligence, the Soviet Threat and NSC-68: A Reply to Beatrice Heuser," Review of International Studies, 18, No. 1 (January 1992), pp. 75–83
- Dockrill, Saki. "Dealing with Soviet Power and Influence: Eisenhower's Management of U.S. National Security." Diplomatic History 2000 24(2): 345-352. ISSN 0145-2096 Fulltext: Ebsco
- Donnelly, William M. "'The Best Army That Can Be Put in the Field in the Circumstances': the U.S. Army, July 1951-July 1953." Journal of Military History 2007 71(3): 809-847. ISSN 0899-3718 Fulltext: Ebsco
- Fakiolas, Efstathios T. "Kennan's Long Telegram and NSC-68: A Comparative Theoretical Analysis." East European Quarterly, Vol. 31, 1998 online edition[]
- Fautua, David T. "The 'Long Pull' Army: NSC 68, the Korean War, and the Creation of the Cold War U.s. Army." Journal of Military History 1997 61(1): 93-120. in Jstor （页面存档备份，存于）
- Gaddis, John Lewis. Strategies of Containment. A Critical Appraisal of Postwar American National Security Policy (1982)
- Gaddis, John Lewis. "NSC 68 and the Problem of Ends and Means," International Security, v. 4, No. 4 (Spring 1980), pp. 164–170 in JSTOR （页面存档备份，存于）
- Guerrier, Steven Warren.  "NSC-68 and the Truman Rearmament, 1950-1953."  PhD dissertation U. of Michigan 1988. 441 pp.  DAI 1988 49(5): 1253-A. DA8812899  Fulltext: ProQuest Dissertations &amp; Theses
- Hamby, Alonzo. Man of the People: A Life of Harry S. Truman (1998) excerpt and text search （页面存档备份，存于）
- Hammond, Paul Y. NSC-68: Prologue to Rearmament, in Warner R. Schilling, Paul Y. Hammond, and Glenn H. Snyder, Strategy, Politics, and Defense Budgets (Columbia University Press, 1962), pp. 267–378
- Heuser, Beatrice. "NSC 68 and the Soviet Threat: A New Perspective on Western Threat Perception and Policy Making," Review of International Studies, 17, No. 1 (January 1991), pp. 17–40; rejects notion that US misperceived and overreacted to Stalin's worldwide intentions; she instead says that events after World War II in the Balkans and Korea demonstrate a legitimate basis for NSC 68 and the resulting military buildup.
- Hogan, Michael J. A Cross of Iron: Harry S. Truman and the Origins of the National Security State, 1945-1954.  Cambridge: Cambridge University Press, 1998. p12
- May, Ernest R., ed. American Cold War Strategy: Interpreting NSC 68 (1993), with complete text of NSC-68
- Nitze, Paul.  "The Development of NSC 68," International Security, v.4, No. 4 (Spring 1980), pp. 170-176 in JSTOR （页面存档备份，存于）
- Nitze, Paul H.  From Hiroshima to Glasnost: At the Center of Decision.  New York:  Grove Weidenfeld, 1989.
- Ohanian, Lee E. "The Macroeconomic Effects of War Finance in the United States: World War II and the Korean War" American Economic Review. 87#1 (1997) pp 23-40 in JSTOR （页面存档备份，存于）
- Pierpaoli, Paul G.  Truman and Korea: The Political Culture of the Early Cold War (1999) online edition （页面存档备份，存于）
- Rosenberg, David Alan. "The Origins of Overkill. Nuclear Weapons and American Strategy, 1945-1960," International Security, v. 7, No. 4 (Spring 1983), pp. 3-72;
- Spaulding, Elizabeth Edwards The First Cold Warrior: Harry Truman, Containment, and the Remaking of Liberal Internationalism. (2006) 314 pp
- Talbott, Strobe.  The Master of the Game: Paul Nitze and the Nuclear Peace.  New York: Alfred A. Knopf, 1988.
- Watry, David M. Diplomacy at the Brink: Eisenhower, Churchill, and Eden in the Cold War. Baton Rouge: Louisiana State University Press, 2014.
- Wells, Jr., Samuel F. "Sounding the Tocsin: NSC 68 and the Soviet Threat" International Security, Vol. 4, No. 2 (Autumn, 1979), pp. 116-158 in JSTOR （页面存档备份，存于）
- Young, Ken. "Revisiting NSC 68". Journal of Cold War Studies (Winter 2013) 15#1 pp 3–33 review of the article （页面存档备份，存于）

### 原始材料
- "United States Objectives and Programs for National Security - NSC 68" （页面存档备份，存于）, 14 April 1950. President's Secretary's File, Truman Papers.
- Alfred Andrea and James Overfield, eds. . Cengage Learning. 2011: 471–74.